# Saint-Bonnet-l’Enfantier
Saint-Bonnet-l’Enfantier (okzitanisch Sent Bonet l’Enfantier) ist eine französische Gemeinde im Département Corrèze am westlichen Rand des Zentralmassivs. Die Gemeinde ist Mitglied des Gemeindeverbandes Communauté d’agglomération du Bassin de Brive. Die Einwohner nennen sich Saint-Bonnetois(es).

## Geografie
Tulle, die Präfektur des Départements, liegt ungefähr 25 Kilometer leicht südöstlich, Brive-la-Gaillarde etwa 21 Kilometer südlich und Uzerche rund 17 Kilometer nördlich. Das Gemeindegebiet wird von einigen kleinen Bächen, wie zum Beispiel dem Clan, zum Maumont, einem rechten Zufluss zur Corrèze, entwässert.

### Nachbargemeinden
Nachbargemeinden von Saint-Bonnet-l’Enfantier sind Perpezac-le-Noir im Norden, Saint-Pardoux-l’Ortigier im Osten, Sadroc im Südosten, Allassac im Südwesten und Estivaux im Nordwesten.

### Verkehr
Die Anschlussstelle 47 zur Autoroute A20 liegt etwa sieben Kilometer südlich.

## Wappen
Beschreibung: Das Wappen ist geviert, auf dem blauen Feld in 1 und 4 drei goldene Balken, die Felder 2 und 3 in Rot drei goldene Sparren und im goldenen Herzschild übereinander zwei laufende rote Löwen.

## Bevölkerungsentwicklung
| Jahr      | 1962 | 1968 | 1975 | 1982 | 1990 | 1999 | 2007 | 2018 |
| Einwohner | 357  | 369  | 306  | 305  | 270  | 258  | 319  | 409  |